# Ilex cookii
Ilex cookii ist eine Pflanzenart aus der Gattung der Stechpalmen (Ilex). Dieser Endemit kommt nur auf Puerto Rico vor und ist vom „Aussterben bedroht“. Ein englischsprachiger Trivialname ist Cook’s Holly.

## Beschreibung

### Vegetative Merkmale
Ilex cookii wächst Strauch oder kleiner Baum, der Wuchshöhen von 2 bis 3, in seltenen Fällen bis 7 Metern erreicht. Der glatte Stamm hat einen Durchmesser von 13 Zentimetern. Die hellbraune Rinde ist mit Lentizellen bedeckt.
Die Laubblätter sind in Blattstiel und Blattspreite gegliedert. Der Blattstiel ist 2 bis 3 Millimeter lang. Die ganzrandige, glatte und etwas ledrige Blattspreite ist bei einer Länge von 2,5 bis 4,5 Zentimetern sowie einer Breite von 1 bis 1,8 Zentimetern elliptisch oder länglich-elliptisch mit verengter oder gerundeter Basis und spitzem oder zugespitztem oberen Ende. Die glänzende Blattoberseite ist dunkelgrün und die Blattunterseite ist hellgrün mit winzigen schwarzen Punkten.

### Generative Merkmale
Es wird angenommen, dass Ilex cookii, ähnlich anderer Stechpalmen-Arten, diözisch ist. Männliche Blüten wurden jedoch nie entdeckt.
Die wenigen Blüten hängen an dünnen, 3 bis 5 Millimeter langen Blütenstielen. Die weiblichen Blüten sind radiärsymmetrisch und vier- oder fünfzählig mit doppelter Blütenhülle. Die vier oder fünf ungefähr 0,5 Millimeter langen Kelchblätter sind entweder gerundet oder stumpf. Die vier der fünf 1,5 Millimeter weißen Kronblätter sind gespreizt.
Die vierkammerigen Steinfrüchte sind bei einem Durchmesser von etwa 4 Millimetern kugelförmig.

## Lebensraum
Der Lebensraum von Ilex cookii sind Elfenwälder in Höhenlagen oberhalb 830 m. Elfenwälder sind immergrüne Bergwälder, die von zwergwüchsigen weitverzweigten Bäumen mit einer Wuchshöhe bis zu 5 Meter dominiert sind. Stämme, Zweige und Laubblätter sind mit Bromelien, Moosen und anderen epiphytischen Pflanzen bedeckt. Ursachen für den Zwergwuchs sind Fadenwürmer, Böden mit geringem Nährstoffgehalt, dürftig ausgebildete Wurzelsysteme sowie die schlechte Grundwasserförderung. Die durchschnittliche Monatstemperatur beträgt 18,3 °C und die jährliche Niederschlagsmenge 250 cm.

## Status
Ilex cookii ist nur von einem ausgewachsenen Strauch mit vier Wurzelschösslingen vom Cerro de Punta sowie einigen jungen Pflanzen und Sämlingen weit zerstreut im Toro Negro State Forest am Gipfel des Monte Jayuya bekannt.
Die Ursachen für die Seltenheit dieser Pflanze liegen wahrscheinlich in der Zerstörung des Lebensraums durch den Bau von Fernmeldemasten am Cerro de Punta. Weitere Gründe sind der Straßenbau und das Zertrampeln der Vegetation.

## Taxonomie
Die Erstbeschreibung von Ilex cookii erfolgte 1926 durch Nathaniel Lord Britton und Percy Wilson in Botany of Porto Rico and the Virgin Islands, Volume 6, Seite 357. Das Artepitheton cookii ehrt der Botaniker Melville T. Cook, der 1926 den Holotypus sammelte.